# James Simpson-Daniel
Pas d'image ? Cliquez ici

a Compétitions nationales et continentales officielles uniquement.

b Matchs officiels uniquement.
James David Simpson-Daniel, né le 30 mai 1982 à Stockton-on-Tees (Angleterre), est un joueur de rugby à XV, qui joue avec l'équipe d'Angleterre depuis 2002 et avec le club de Gloucester RFC, évoluant au poste de trois quart centre.

## Carrière

### En club
Depuis 2000, il joue avec Gloucester dans le Championnat d'Angleterre et participe aux épreuves européennes (Coupe d'Europe et Challenge européen). À l'issue de la saison 2007-2008, il est élu meilleur joueur de l'année.

### En équipe nationale
Il a eu sa première cape internationale le 16 novembre 2002, à l’occasion d’un match contre l'équipe d'Australie. 

## Palmarès

### En club
- Vainqueur du Zurich Championship en 2002
- Vainqueur de la coupe d'Angleterre en 2003
- Vainqueur du Challenge européen en 2006

### En équipe nationale
- 10 sélections avec l'équipe d'Angleterre
- Sélections par année : 4 en 2002, 3 en 2003, 2 en 2005, 1 en 2006.
- 15 points (3 essais)